# Wapen van Bergharen

Het wapen van Bergharen toont het wapen van de voormalige gemeente Bergharen. Het wapen werd volgens Koninklijk Besluit aan de gemeente verleend op 28 oktober 1953. De omschrijving luidt:
"In azuur een linkerschuinbalk van zilver, beladen met 3 verkorte breedarmige kruisjes van sabel, geplaatst in de richting van die balk."
Voordien gebruikte de gemeente een wapen en stempel met een landschapje bestaande uit drie bergen, een ploeg en een boom. Over alles heen de zwarte linkerschuinbalk met drie zilveren kruisjes die symbool voor de dorpen staan. Bij de bevestiging van het wapen werd het landschapje achterwege gelaten, de kleuren van de schuinbalk werden in gespiegelde vorm gewijzigd.

## Geschiedenis
Over de aanvraagprocedure in de jaren 1815-1816 is niets bekend. Uit een raadsvergadering is bekend dat op 2 september 1913 werd besloten een gemeentewapen in de gevel van het gemeentehuis te plaatsen. Ook bekend zijn notulen van een gemeenteraadsvergadering van 6 november 1919 over de aanschaffing van een nieuw gemeente- en lakstempel, waardoor een beschrijving is overgeleverd: 
"De gemeentestempel zal bestaan uit twee cirkels, bevattende de buitenste cirkel de woorden: Gemeente Bergharen, prov. Gelderland en de binnensteen de kleinste cirkel een schild, waarop in den linker bovenhoek eenige bergen, beduidende het dorp Bergharen (één afdeling), in het rechterkwartier eenig heuvelachtig land met boom, aangevende Hernen en daarvóór land met eene bouwploeg, beduidende Leur (tezamen ééne afdeling). Het geheele schild wordt gedeeld door een banderol, waarop drie kruisen, doelende op de dorpen Bergharen, Herhen en Leur, tezamen uitmakende ééne gemeente n.l. de gemeente Bergharen".
Na de aankoop van een nieuw gemeentehuis werd besloten het wapen in te lijsten. Tevens werd geïnformeerd bij de Hoge Raad van Adel naar de juiste bevestigingsdatum van het wapen. De Hoge Raad liet weten dat er geen gegevens bekend waren. De meegezonden afdrukken van de stempel en sluitzegel werden afgekeurd. De Hoge Raad stelde voor het wapen te vereenvoudigen. De gemeenteraad ging daarmee akkoord.
Op 1 januari 1984 werd de gemeente opgeheven en toegevoegd aan de gemeente Wijchen. In het wapen van Wijchen werden geen elementen van Bergharen opgenomen.

## Afbeeldingen

Gemeentestempel
Gemeentewapen op het voormalige gemeentehuis